# Lysarete brasiliensis
Lysarete brasiliensis är en ringmaskart som beskrevs av Johan Gustaf Hjalmar Kinberg 1865. Lysarete brasiliensis ingår i släktet Lysarete och familjen Lumbrineridae.
Artens utbredningsområde är Mexikanska golfen. Inga underarter finns listade i Catalogue of Life.